# Медаль Черна
Меда́ль Че́рна (англ. Chern Medal), також називають — премія Черна — міжнародна нагорода за видатні досягнення у математиці. Премія складається з грошової винагороди у 250 000 доларів США і золотої медалі, тобто за сумою винагороди вона займає одне з провідних місць серед математичних премій, поступаючись премії за прорив у математиці, премії Абеля, премії Шао, премії Бальцана, премії Крафорда, премії Кіото, але випереджаючи премію Неммерса з математики, премію Вольфа, премію Островського і премії Рольфа Шока. Нагороду присуджують щочотирироки на Міжнародному конгресу математиків, поряд з іншими 3-ма преміями. Отримала назву на вшанування пам'яті китайсько-американського математика Шіінг-Шен Черна, фінансується з коштів фундації Chern Medal Foundation (CMF). Крім того, лауреат отримує право рекомендувати одну або більше організацій на отримання грантів на загальну суму до 250 000 доларів США на підтримання наукових досліджень, освіти та інших програм в галузі математики. Ця частина має назву «Організаційна нагорода».
Перше присудження премії відбулось у 2010 році.

## Лауреати
| Рік  | Лауреат         | Країна лауреата | Обґрунтування |
| ---- | --------------- | --------------- | --- |
| 2010 | Луїс Ніренберг  | США             | За його роль у формуванні сучасної теорії нелінійних еліптичних рівнянь у частинних похідних і у наставництві численних студентів та постдокторів у цій галузі                      |
| 2014 | Філіпп Гріффітс | США             | За його новаторський і перетворювальний розвиток трансцендентних методів у комплексній геометрії, зокрема, його плідну працю з теорії Годжа і періоди алгебраїчних різноманітностей |
| 2018 | Масакі Касівара | Японія          | За його видатний та основний внесок у алгебраїчний аналіз та теорію представлень, що підтримується протягом майже 50 років                                                          |
| 2022 | Баррі Мазур     | США             | За його глибокі відкриття у топології, арифметичній геометрії та теорії чисел, а також за його лідерство та великодушність у вихованні наступного покоління математиків             |